# S.M.O.T.I.G.
S.M.O.T.I.G., volledige naam Service de la Main-d'Œuvre des Travaux Publics d'Intérêt Général ("Dienst voor de Mankracht voor Openbare Werken van Algemeen Belang"), was een overheidsdienst voor dwangarbeiders in Frans-Madagaskar. Het vormde een corveesysteem waarmee op goedkope wijze de Franse koloniale infrastructuur in Madagaskar kon worden versterkt. In de loop der tijd werd het Franse koloniale bestuur er echter steeds afhankelijker van waardoor het, hoewel formeel werd stopgezet in 1936, nog tot 1946 duurde alvorens het werkelijk werd opgeheven.

## Opzet
De dienst vormde het geesteskind van gouverneur-generaal Marcel Achille Olivier, die in 1924 werd aangesteld en de economie wilde bevorderen door dwangarbeid door middel van jonge mensen. Tijdens het Koninkrijk Madagaskar bestond er reeds dwangarbeid (fanompoana) en Oliviers voorganger Joseph Gallieni stelde in plaats van slavernij de 'prestations' in; elke Malagassische man tussen de 16 en 60 jaar moest jaarlijks verplicht 50 dagen voor de Franse koloniale overheid werken. Hoewel Gallieni dit systeem in 1900 afschafte, werd het in 1916 heringevoerd nadat alternatieven (Italiaanse, Chinese en Indiase arbeiders) onvoldoende relaas boden voor de groeiende Franse koloniale structuur. Bij de voortgang van projecten zoals het Canal des Pangalanes werd de voortgang vaak boven de gezondheid van de werknemers gesteld, waardoor de sterfte onder hen zeer hoog lag.
Op 3 juni 1926 richtte Olivier daarom S.M.O.T.I.G. op om de aanleg van publieke werken in Frans-Madagaskar meer te stroomlijnen en ervoor te zorgen dat de openbare werken geen financiële belasting voor koloniale budget zouden vormen. Alle Malagassische jongemannen moesten verplicht 3 jaar (later 2 jaar) werken voor S.M.O.T.I.G. om hen zo, in de ogen van Olivier, fysiek voor te bereiden op het latere echte werk, als ware het een soort dienstplicht. Op deze wijze hoefden ook geen arbeiders meer weggehaald te worden bij koloniale plantages en fabrieken, zodat de aanleg van openbare werken niet meer ten koste ging van de productie. Jaarlijks werden ongeveer 8000 tot 10.000 jonge rekruten te werk gesteld in 23 'pionierkampen', in elk waarvan ongeveer 300 tot 400 man verbleven (in sommige echter meer dan 1000), waarvan ongeveer de helft met hun gezinnen. De kampleidingen bevorderden dat arbeiders trouwden voordat ze voor de S.M.O.T.I.G. gingen werken, want ongehuwden waren vaker ziek. Voor de arbeiders werden huizen gebouwd van bamboe; goedkoop en lokaal beschikbaar materiaal, waardoor beton uitgespaard kon worden. De huizen werden in rijen geplaatst in de vorm van een lokaal dorp en goed geventileerd ter verbetering van de hygiëne. De Europese leden van de kampleiding voldeden echter niet altijd aan de eisen zoals gesteld door het Ministerie van Koloniën. Voor hun werk kregen de dwangarbeiders een zeer laag loon: Aan het einde van hun dienstverband kregen zij 100 Frank, waarvan een derde werd ingehouden voor kleding en onderdak. Mannen die de regels van de S.M.O.T.I.G. overtraden of weigerden te werken werden bestraft met 30 dagen celstraf.
De dwangarbeiders van S.M.O.T.I.G. werden over het hele eiland ingezet bij projecten in steden als Antananarivo en Tamatave en bij de aanleg van infrastructurele projecten, zoals de Spoorlijn Fianarantsoa-Côte Est en de aanleg van wegen naar de koloniale centra; Tulear (Toliara) in het zuidwesten, Majunga (Mahajanga) in het westen, Ihosy in het zuiden en Diégo-Suarez (Antsiranana) in het noorden. Hierdoor werd een grootschalige koloniale infrastructuur opgezet: Tegen 1940 had Madagaskar reeds ongeveer 25.000 kilometer aan wegen en paden. Arbeiders werden echter ook ingezet op de plantages van private plantagehouders, wat voor veel weerstand zorgde.
De koloniale overheid was tevreden over S.M.O.T.I.G. In een rapport in 1934 werd de S.M.O.T.I.G. beschreven als een 'uitmuntende school voor lichamelijke opvoeding, moreel, hygiënisch en professioneel onderwijs en sociale discipline' en werd gesteld dat de 'inheemsen' nu 'niet meer kunnen terugkeren tot luiheid'. Het rapport spreekt echter ook van 20 doden als gevolg van ongelukken en ziekte en van 'wrede kampleiders, die bestraft moesten worden'.

## Kritiek, opheffing en voortzetting
De georganiseerde inzet van dwangarbeiders kon echter niet op veel sympathie rekenen van de Internationale Arbeidsorganisatie, die het systeem als een vorm van slavernij aanviel in het Franse parlement. Dit leidde er in 1929 toe dat er restricties werden opgelegd aan het systeem en het jaar erop dat de Franse regering besloot om het systeem geleidelijk aan af te schaffen. Het duurde echter nog tot de machtsovername door het Volksfront bij de Franse parlementsverkiezingen 1936 dat het systeem uiteindelijk in 1937 officieel zou worden afgeschaft. Tussen 1927 en 1937 werkten ruim 50.000 Malagassiërs voor de S.M.O.T.I.G., met name aan de Spoorlijn Fianarantsoa-Côte Est.
Tijdens de Tweede Wereldoorlog werden Malagassische mannen onder de dekmantel van 'oorlogsdienstplicht' gedwongen om mee te vechten in Madagaskar en overzees. Van halverwege 1939 tot juni 1940 werden 36.000 Malagassische soldaten naar Frankrijk gezonden. Onder het Vichyregime werd S.M.O.T.I.G. vervolgens opnieuw ingesteld en onder de 'Vrije Fransen' werd het voortgezet. In 1943 meldde de arbeidsinspectie dat er dat jaar ruim 3,8 miljoen mandagen gewerkt was binnen S.M.O.T.I.G., nog afgezien van het aantal uur dat het arbeiders elke dag koste om op de plek van hun werkbestemming te komen. In 1944 werd echter de conferentie van Brazzaville gehouden, waarbij de leiders van de Franse koloniën in Afrika een overeenkomst sloten ter verbetering van de mensenrechten en grootschalige hervormingen eisten. Op 11 april 1946 werd daarop een wet aangenomen die een verbod op 'gedwongen of verplichte arbeid' in heel Madagaskar instelde. Echter ook na 1946 werden nog Malagassische mannen tegen hun wil ingezet voor arbeid om zo de koloniale economie (met name de koffieplantages) draaiende te houden. Malagassische mannen bleven verplicht om elk jaar 200 dagen (al dan niet tegen betaling) werk te verrichten. Het ongenoegen over de dwangarbeid vormde volgens Jennings (2001) de belangrijkste reden voor de Malagassische Opstand in 1947, die een voorbode vormde van de onafhankelijkheid van Madagaskar.